# IC 2298
IC 2298 ist ein Stern im Sternbild Krebs. Das Objekt wurde am 13. Februar 1901 von Max Wolf entdeckt und fälschlicherweise in den Index-Katalog aufgenommen.